# Rózsafüzér Királynéja-templom
A Rózsafüzér Királynéja-templom Budapest XIV. kerületében, a Thököly út 56. szám alatt található neogótikus stílusú, római katolikus templom.

## Története
A Szent Domonkos szerzetesrend 1905-ben nyilvános kápolnát nyitott Budapesten, a Thököly úton, majd ugyanitt felépült 1912–15 között a templom is a Rózsafüzér Királynéja tiszteletére Hofhauser Antal tervei szerint. 1915. október 3-án Csernoch János hercegprímás szentelte fel a templomot mint a Rózsafüzér Királynéja országos szentélyét. A plébánia 1919-ben alakult. 1951-ig domonkos atyák, majd 1989-ig egyházmegyés papok szolgáltak a templomban. 1989 és 2007 között ismét a Domonkos-rendhez, 2007 augusztusa óta pedig újra az Esztergom-Budapesti Főegyházmegyéhez tartozik a templom és a plébánia (Rózsafüzér Királynéja Plébánia néven).
A templom egy magasabb és egy alacsonyabb toronnyal rendelkező, félkörös apszissal ellátott, latin kereszt alaprajzú, egyhajós, 4000 ember befogadására képes csarnoktemplom. Hossza 47 m, szélessége 30 m, magassága 22 m, tornya a kereszttel együtt 80 m magas. A főoltárt Möller István tervezte carrarai márványból, amelyen a Rózsafüzér Királynéja látható a kis Jézussal, balra 
Szent Domonkos, amint átveszi a szentolvasót, jobbra Sziénai Szent Katalin, lejjebb külön fülkében Szent V. Piusz pápa és Nagy Szent Albert püspök és egyháztanító szobra áll. A két kis mellékoltáron álló Jézus Szíve és Szent József szobor Ligeti Lajos műve. A kereszthajó oltárait az Árpád-házi Szent Margit- és Szent Domonkos-oltárokat Petrovácz Gyula tervezte. Fölöttük Kontuly Béla 1940-es években készült szekkói láthatók: a szent királyleány és a rendalapító életéből vett jeleneteket ábrázolnak. 
A színes üvegablakok a kor nagy üvegfestői, Róth Miksa, Palka József, Zsellér Imre és Waltherr Gida műhelyeiben készültek 1922 és 1940 között. A szentély és az urnatemető jelenlegi ablakait Kontuly Béláné Fuchs Hajnalka készítette a 40-es-50-es évek fordulóján. A szentélyben a hét szentség, a hajóban ó- és újszövetségi jelenetek, a freskókba foglalt ablakokon pedig Szent Margit és Szent Domonkos életéből vett jelenetek láthatók. Az orgonakarzat alatt álló Pietà-t Antal Károly, Páduai Szent Antal szobrát Krausz I. készítette. A bejárat melletti hatalmas feszület a „tiroli kereszt”, Andreas Crepaz munkája, amelyet tiroliak hoztak 1930-ban Budapestre a Szent Imre év alkalmából, és az ünnepségek után templomunknak adományozták. Ez a kereszt ékesítette II. János Pál pápa 1991-ben, a Hősök terén tartott szentmiséjének oltárát.
1951-ig domonkos-rendi szerzetespapok, 1951 és 1989 között egyházmegyés (nem szerzetes) papok szolgáltak a templomban. 1989 és 2007 között ismét a domonkosrendiek, majd 2007-től másodszor is egyházmegyés papok szolgálnak benne. 

### Templomfelújítás
1997-ben egy nagy tűzeset következtében teljesen kiégett az orgona és környéke, valamint jelentős károkat szenvedett a templom, melyet ezt követően életveszélyessé nyilvánítottak, és használaton kívül helyeztek.
A templom 2007-ben került az Esztergom-Budapesti Főegyházmegyéhez, amelynek jelentős anyagi támogatásával, illetve állami pályázatokból 2008 tavaszán megkezdődhetett a templom belső felújítása. A munkálatok során megerősítették a meggyengült mennyezetet, kicserélték az elektromos vezetékeket, majd a kőműves munka után újrafestették színes, ill. díszítő festéssel a falakat. Az orgona újjáépítése is - mely évekkel korábban kezdődött az erre a célra létrehozott alapítvány segítségével – a befejezéséhez közeledik. 
A műemléki védelem alatt álló értékes ólomüveg ablakok felújítása 2012-ben megkezdődött. Az ablakok restaurálását Tóth Erzsébet üvegfestő mester végezte, az újonnan született, 2014-ben felszentelt rózsaablak színesüvege is az ő műve.

## Képtár
- Főhomlokzat
- Bejárat
- Cházár András utcai homlokzat
- Toronyrészlet
- Homlokzat alulról
- Az épület sarka
- Rózsaablak
- Belső tér